# Penamacor (freguesia)
A Freguesia de Penamacor é uma freguesia portuguesa do Município de Penamacor, na antiga província da Beira Baixa, região do Centro (Região das Beiras) e sub-região da Beira Interior Sul, com 373,33 km² de 
área e 1444 habitantes (censo de 2021), tendo, por isso, uma densidade populacional de 3,9 hab./km².

## Demografia
A população registada nos censos foi:

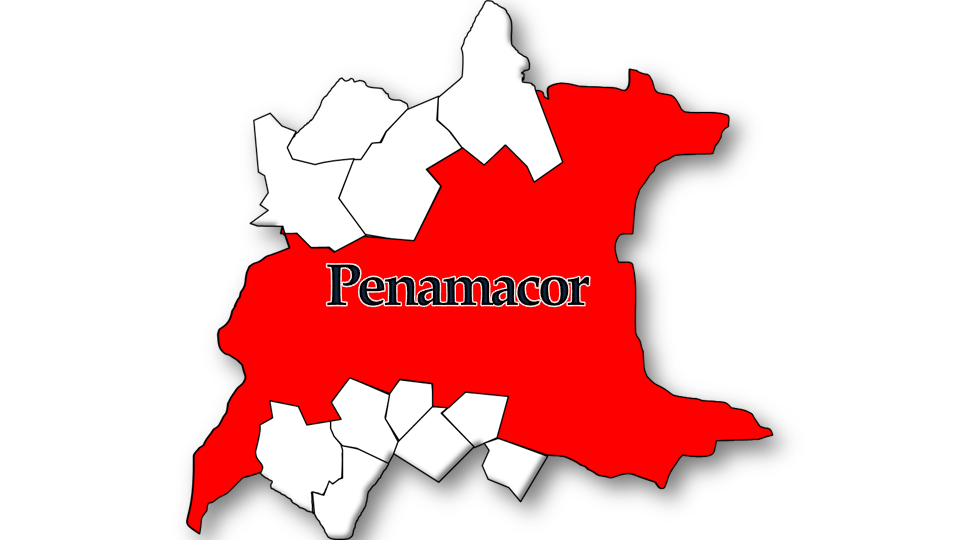
Localização da Freguesia de Penamacor no Município de Penamacor

| Ano  | 0-14 Anos | 15-24 Anos | 25-64 Anos | > 65 Anos |
| 2001 | 237       | 188        | 799        | 511       |
| 2011 | 168       | 147        | 703        | 559       |
| 2021 | 133       | 114        | 679        | 518       |

## Património
- Fortaleza e Castelo de Penamacor
- Pelourinho de Penamacor
- Igreja de Santo António e Claustro do Convento de Santo António
- Capelas de S. Domingos e de Nossa Senhora da Conceição
- Ermida de Santo Cristo
- Solares do Conde e dos Osórios
- Monumento aos Combatentes da Grande Guerra
- Fontes (nomeadamente a do Frade)
- Lagar de Seninho
- Instituto Pina Ferraz
- Cruzeiro
- Busto-monumento a Ribeiro Sanches
- Povoado pré-histórico do Ramalhão